# Leonce Mello

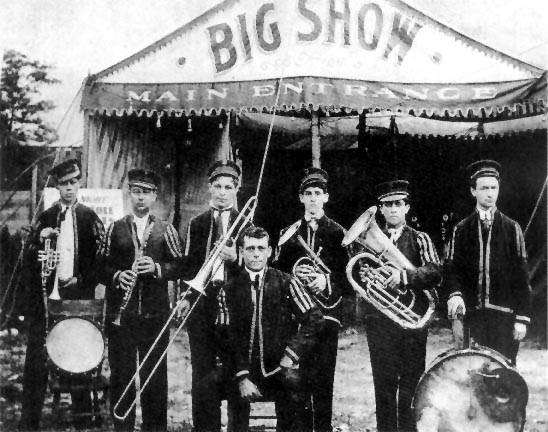
De band van Papa Jack Laine (zittend), met uiterst links Manuel Mello en derde van links Leonce Mello, in 1910

Leonce Mello (New Orleans, circa 1888 - aldaar, circa 1941) was een Amerikaanse trombonist in de vroege New Orleans-jazz.
Mello, een muzikant met Italiaanse wortels, speelde naast trombone ook gitaar, mandoline  en stringbass. In 1907 was hij actief in de brassband van Johnny Fischer. Het meest bekend werd hij als speler in de band van Papa Jack Laine, de Reliance Band. In 1919 speelde hij met de Baroccos. Leonce Mello was de broer van kornettist Manuel Mello en Sanford Mello.

## Bron
1. ↑  Biografie op website Hurricane Brassband